# Mille et une productions
Mille et une productions est une société française de production de longs métrages, de courts métrages et de documentaires créée en 1998 par Edouard Mauriat (ancien étudiant de La fémis, département Production, promotion 1996) et Anne-Cécile Berthomeau.
Les producteurs en sont Edouard Mauriat, Anne-Cécile Berthomeau et Farès Ladjimi.
Les choix de Mille et Une Productions sont tournés vers le cinéma d'auteur. On trouve parmi les longs métrages produits une forte proportion de premiers films (on en compte dix sur les dix-huit tournés entre 1998 et 2012 dont Mille et Une Production est producteur principal : ceux de Joana Hadjithomas et Khalil Joreige, Hubert Sauper, Alain Gomis, Brice Cauvin, Myriam Aziza, Isabelle Brocard, Daniel Sicard, Mehdi Ben Attia, Homeïda Behi et David Perrault) et leurs réalisateurs ont parfois aussi réalisé un court métrage produit par Mille et Une Productions.
Une partie des films produits sont en rapport avec le monde arabe : par exemple ceux de Mehdi Ben Attia, Homeïda Behi ou de Kalthoum Bornaz tournés en Tunisie ou le documentaire Algérie, histoires à ne pas dire de Jean-Pierre Lledo tourné en Algérie. Mille et Une Productions est aussi le producteur de la plupart des films des cinéastes franco-libanais Joana Hadjithomas et Khalil Joreige (quatre longs métrages et un court métrage, tournés principalement au Liban).
Mille et une productions a reçu le César du meilleur film documentaire en 2017 pour le documentaire Merci Patron ! de François Ruffin.

## Filmographie
Lorsque rien n'est indiqué, Mille et Une Productions est producteur délégué des films cités.

### Longs métrages de fiction
- 1999 : Autour de la maison rose de Joana Hadjithomas et Khalil Joreige
- 2001 : Souffle de vie (Soplo de vida) de Luis Ospina (Coproducteur)
- 2002 : L'Afrance d'Alain Gomis
- 2006 : A Perfect Day de Joana Hadjithomas et Khalil Joreige
- 2006 : De particulier à particulier de Brice Cauvin
- 2007 : Le Petit Peintre du Rajhastan de Rajkumar Bhan
- 2007 : L'Autre moitié du ciel (Shtar m’haba) de Kalthoum Bornaz
- 2008 : Le Plaisir de chanter de Ilan Duran Cohen
- 2008 : Andalucia d'Alain Gomis
- 2008 : Je veux voir de Joana Hadjithomas et Khalil Joreige
- 2009 : Le Fil de Mehdi Ben Attia
- 2010 : La Robe du soir de Myriam Aziza
- 2011 : Ma compagne de nuit de Isabelle Brocard
- 2012 : Drift Away de Daniel Sicard
- 2013 : Nesma de Homeïda Behi
- 2013 : The Prize (El Premio) de Paula Markovitch (Coproducteur)
- 2013 : Nos héros sont morts ce soir de David Perrault
- 2015 : Parfum de printemps de Férid Boughedir
- 2017 : Ciel rouge d'Olivier Lorelle
- 2019 : L'État sauvage de David Perrault
- 2020 : Slalom de Charlène Favier

### Longs métrages documentaires
- 2005 : Le Cauchemar de Darwin (Darwin's Nightmare) de Hubert Sauper
- 2008 : Algérie, histoires à ne pas dire de Jean-Pierre Lledo
- 2013 : The Lebanese Rocket Society de Joana Hadjithomas et Khalil Joreige
- 2014 : Les Chèvres de ma mère de Sophie Audier
- 2016 : Merci Patron ! de François Ruffin
- 2017 : À Nous de jouer de Antoine Fromental

### Documentaires
- 2000 : Porquerolles, Perle d'azur de Frédérique Ribis.
- 2002 : Le Partage des Larmes[5] d'Anna-Célia Kendall
- 2005 : Sous le soleil, le plomb[6] de Abdenour Zahzah
- 2007 : Six histoires ordinaires de Meyar Al-Roumi
- 2008 : Céleste Céline[7] de Isabelle Brocard
- 2008 : Cargo[8] de Biljana Tutorov
- 2009 : Sweet Home (Bent Eddar) de Fatma Cherif[9]
- 2009 : Demain j'irai mieux[10] de Vincent Detours et Dominique Henry (Producteur associé)

### Courts métrages
- 2000 : Les Pleureuses de Jorane Castro[11]
- 2000 : Ghost in the Machine de Claudio Descalzi
- 2000 : Les Épousailles de Pierre Filmon[12]
- 2002 : Trop loin de Jean-Claude Baumerder
- 2003 : Le Silence, d'abord de Pierre Filmon[12]
- 2003 : Le Chemin des brumes de Xavier Liébard
- 2003 : Cendres de Joana Hadjithomas et Khalil Joreige
- 2003 : Petite Lumière[13] d'Alain Gomis
- 2004 : Liquide de Pierre Van Maël
- 2005 : Amor de Frédérique Ribis
- 2007 : Lait de Sorcières de Isabelle Brocard et Hélène Laurent
- 2010 : The Last Song[14] de Homeïda Behi

## Principales récompenses, sélections et nominations

### Longs métrages
Nos héros sont morts ce soir
- Sélection à la Semaine de la critique à Cannes en 2013[15]

Nesma de Homeïda Behi
- Sélection au Festival international du film de Dubaï 2012[16]

The Lebanese Rocket Society de Joana Hadjithomas et Khalil Joreige
- Sélection au Festival international du film de Toronto 2012[17]
- Sélection officielle au Doha Tribeca Film Festival 2012[18]

El Premio de Paula Markovitch
- Festival international du film de Berlin 2011, Sélection officielle, en compétition[19]

La Robe du soir de Myriam Aziza
- Festival international du film francophone de Namur 2009, Compétition Emile Cantillon - Premier long métrage de fiction[20]

Je veux voir de Joana Hadjithomas et Khalil Joreige
- Festival de Cannes 2008 - Sélection Un Certain Regard[21]
- Festival international du film de Toronto 2008, Sélection Visions[22]
- Festival international du film francophone de Namur 2008, Compétition Officielle[23]

Andalucia d'Alain Gomis
- Festival international du film francophone de Namur 2007, Bayard d'Or du Meilleur acteur pour Samir Guesmi[24]
- Mostra de Venise 2007, sélection Venice Days[25]

Le Cauchemar de Darwin (Darwin's Nightmare) de Hubert Sauper
- César 2006 du meilleur premier film[26]
- Nomination aux Oscars 2006 du meilleur documentaire[27]
- Mostra de Venise 2004, sélection Venice Days, prix Europa Cinemas - Giornate degli autori[28]
- Festival de Saint-Sébastien 2004, section Zabatelgi Festival tops[29]
- Festival international du film de Toronto 2004, Sélection Real to Real[30]

De Particulier à Particulier de Brice Cauvin
- Festival international du film de Berlin 2006, Sélection Forum[31]

A Perfect Day de Joana Hadjithomas et Khalil Joreige
- Festival international du film francophone de Namur 2005 : Mention spéciale du Jury[32]
- Festival du film de TriBeCa 2006[33]
- Festival international du film de Locarno 2005, Sélection officielle[34]
- Festival international du film de Toronto 2005[35]

L'Afrance d'Alain Gomis
- Festival international du film de Locarno 2001 : Léopard d'argent du premier film, Prix du jury œcuménique, Prix du Jury Jeune[36]
- Festival Premiers Plans d'Angers 2002 : Prix du Groupement National des Cinémas de Recherche[37]
- Festival panafricain du cinéma et de la télévision de Ouagadougou (FESPACO) 2002 : prix Oumarou Ganda de la première œuvre[38]
- Sélection au Festival International du Film Francophone de Namur 2001, Bayard d'Or du Meilleur Film Francophone [39]

Merci patron ! de François Ruffin
- Césars 2017 : César du meilleur film documentaire

### Courts métrages
The Last Song de Homeïda Behi
- Journées cinématographiques de Carthage 2010 : deuxième prix de la Compétition Nationale[40]

Petite lumière d'Alain Gomis
- Festival international du film francophone de Namur 2003 : Bayard d'or du meilleur court métrage[41]
- Mention spéciale du Jury au Festival international du film d'Amiens 2003[42]
- Sélection aux Lutins du court métrage 2004[43]: 16 nominations dont Meilleur réalisateur et Meilleure production
- Festival international du film de Berlin 2004, Sélection Kinderfilmfest / 14Plus[44]
- Festival du film de Sundance 2004, Section courts-métrages[45]

Cendres de Joana Hadjithomas et Khalil Joreige
- Festival du film de TriBeCa 2003 Section compétition de courts métrages[46]
- Festival du film de Locarno 2003 Sélection Cinéastes du présent[46]

Les Pleureuses de Jorane Castro
- Festival de Cannes, Quinzaine des Réalisateurs 2001, sélection courts métrages[47]